# Paul Gascoigne
Paul John Gascoigne (sinh 27 tháng 1, 1967 tại Dunston, Anh), cũng được gọi là Gazza, là tiền vệ bóng đá người Anh hiện đã giải nghệ. Anh là một cầu thủ có tầm quan sát tốt trên sân và được cho là một trong những tiền vệ có tài năng ở thế hệ của mình. Sau khi giải nghệ anh cũng đã từng làm công tác huấn luyện mà gần đây nhất là huấn luyện cho câu lạc bộ Kettering Town năm 2005. Trong sự nghiệp của mình anh đã chơi cho Newcastle United, Tottenham Hotspur, Lazio và Rangers và có 57 lần khoác áo đội tuyển Anh.

## Danh hiệu
Đội trẻ Newcastle United
- FA Youth Cup: 1984–85[1]

Tottenham Hotspur
- FA Cup: 1990–91[1]

Rangers
- Scottish Premier Division: 1995–96, 1996–97[1]
- Scottish Cup: 1995–96[1]
- Scottish League Cup: 1996–97[1]

Middlesbrough
- Football League Cup Á quân: 1997–98[1]

Cá nhân
- - Cầu thủ trẻ xuất sắc năm do PFA bình chọn: 1987–88
  - Nhân vật thể thao của năm do BBC bình chọn: 1990
  - Cầu thủ hay nhất Scotland: 1995–96

## Thống kê
| Thành tích cấp CLB  | Thành tích cấp CLB  | Thành tích cấp CLB  | Giải vô địch | Giải vô địch | Cúp quốc gia   | Cúp quốc gia   | Cúp liên đoàn       | Cúp liên đoàn       | Cúp châu lục | Cúp châu lục | Tổng cộng | Tổng cộng |
| Mùa giải            | CLB                 | Giải vô địch        | Trận         | Bàn          | Trận           | Bàn            | Trận                | Bàn                 | Trận         | Bàn          | Trận      | Bàn       |
| Anh                 | Anh                 | Anh                 | Giải vô địch | Giải vô địch | Cúp FA         | Cúp FA         | Cúp Liên đoàn       | Cúp Liên đoàn       | Châu Âu      | Châu Âu      | Tổng cộng | Tổng cộng |
| ------------------- | ------------------- | ------------------- | ------------ | ------------ | -------------- | -------------- | ------------------- | ------------------- | ------------ | ------------ | --------- | --------- |
| 1984-85             | Newcastle United    | First Division      | 2            | 0            | -              | -              | -                   | -                   | -            | -            | 2         | 0         |
| 1985-86             | Newcastle United    | First Division      | 31           | 9            | 1              | 0              | 3                   | 0                   | -            | -            | 35        | 9         |
| 1986-87             | Newcastle United    | First Division      | 24           | 5            | -              | -              | 2                   | 0                   | -            | -            | 26        | 5         |
| 1987-88             | Newcastle United    | First Division      | 35           | 7            | 3              | 3              | 3                   | 1                   | -            | -            | 41        | 11        |
| 1988-89             | Tottenham Hotspur   | First Division      | 32           | 6            | -              | -              | 5                   | 1                   | -            | -            | 37        | 7         |
| 1989-90             | Tottenham Hotspur   | First Division      | 34           | 6            | -              | -              | 4                   | 1                   | -            | -            | 38        | 7         |
| 1990-91             | Tottenham Hotspur   | First Division      | 26           | 7            | 6              | 6              | 5                   | 6                   | -            | -            | 37        | 19        |
| 1991-92             | Tottenham Hotspur   | First Division      | 0            | 0            | -              | -              | -                   | -                   | -            | -            | 0         | 0         |
| Ý                   | Ý                   | Ý                   | Giải vô địch | Giải vô địch | Coppa Italia   | Coppa Italia   | League Cup          | League Cup          | Châu Âu      | Châu Âu      | Tổng cộng | Tổng cộng |
| 1992-93             | Lazio               | Serie A             | 22           | 4            | 4              | 0              | -                   | -                   | -            | -            | 26        | 4         |
| 1993-94             | Lazio               | Serie A             | 17           | 2            | -              | -              | -                   | -                   | -            | -            | 17        | 2         |
| 1994-95             | Lazio               | Serie A             | 4            | 0            | -              | -              | -                   | -                   | -            | -            | 4         | 0         |
| Scotland            | Scotland            | Scotland            | Giải vô địch | Giải vô địch | Scottish Cup   | Scottish Cup   | Scottish League Cup | Scottish League Cup | Châu Âu      | Châu Âu      | Tổng cộng | Tổng cộng |
| 1995-96             | Rangers             | Premier Division    | 28           | 14           | 4              | 3              | 3                   | 1                   | 7            | 1            | 42        | 19        |
| 1996-97             | Rangers             | Premier Division    | 26           | 13           | 1              | 0              | 4                   | 3                   | 3            | 1            | 34        | 17        |
| 1997-98             | Rangers             | Premier Division    | 20           | 3            | 3              | 0              | -                   | -                   | 5            | 0            | 28        | 3         |
| Anh                 | Anh                 | Anh                 | Giải vô địch | Giải vô địch | Cúp FA         | Cúp FA         | Cúp Liên đoàn       | Cúp Liên đoàn       | Châu Âu      | Châu Âu      | Tổng cộng | Tổng cộng |
| 1997-98             | Middlesbrough       | First Division      | 7            | 0            | -              | -              | 1                   | 0                   | -            | -            | 8         | 0         |
| 1998-99             | Middlesbrough       | Premier League      | 26           | 3            | 1              | 0              | 2                   | 0                   | -            | -            | 29        | 3         |
| 1999-00             | Middlesbrough       | Premier League      | 8            | 1            | 1              | 0              | 2                   | 0                   | -            | -            | 11        | 1         |
| 2000-01             | Everton             | Premier League      | 14           | 0            | -              | -              | 1                   | 0                   | -            | -            | 15        | 0         |
| 2001-02             | Everton             | Premier League      | 18           | 1            | 4              | 0              | 1                   | 0                   | -            | -            | 23        | 1         |
| 2001-02             | Burnley             | First Division      | 6            | 0            | -              | -              | -                   | -                   | -            | -            | 6         | 0         |
| Trung quốc          | Trung quốc          | Trung quốc          | Giải vô địch | Giải vô địch | Chinese FA Cup | Chinese FA Cup | League Cup          | League Cup          | Châu Á       | Châu Á       | Tổng cộng | Tổng cộng |
| 2003                | Gansu Tianma        |                     | 4            | 2            | -              | -              | -                   | -                   | -            | -            | 4         | 2         |
| Anh                 | Anh                 | Anh                 | Giải vô địch | Giải vô địch | Cúp FA         | Cúp FA         | Cúp Liên đoàn       | Cúp Liên đoàn       | Châu Âu      | Châu Âu      | Tổng cộng | Tổng cộng |
| 2004-05             | Boston United       | League Two          | 4            | 0            | -              | -              | 1                   | 0                   | -            | -            | 5         | 0         |
| Tổng cộng           | Anh                 | Anh                 | 267          | 45           | 16             | 9              | 30                  | 9                   | -            | -            | 313       | 63        |
| Tổng cộng           | Ý                   | Ý                   | 43           | 6            | 4              | 0              | -                   | -                   | -            | -            | 47        | 6         |
| Tổng cộng           | Scotland            | Scotland            | 64           | 30           | 8              | 3              | 7                   | 4                   | 15           | 2            | 104       | 39        |
| Tổng cộng           | Trung Quốc          | Trung Quốc          | 4            | 2            | -              | -              | -                   | -                   | -            | -            | 4         | 2         |
| Tổng cộng sự nghiệp | Tổng cộng sự nghiệp | Tổng cộng sự nghiệp | 378          | 83           | 28             | 12             | 37                  | 13                  | 15           | 2            | 468       | 110       |